# Absťák (Dr. House)
Absťák (v anglickém originále Detox) je jedenáctá epizoda z první série seriálu Dr. House.

## Děj
Na začátku epizody si šestnáctiletý Keith vyjede s přítelkyní Porschem svého otce. Během jízdy začne vykašlávat krev, čehož se přítelkyně lekne a nabourá. Lékaři zjistí, že se Keithovi rozkládají červené krvinky. Cuddyová navrhne Housovi, že nebude muset měsíc sloužit na ambulanci, když se vzdá na týden Vicodinu. House souhlasí. Všechny testy, které jsou na Keithovy jsou prováděny jsou negativní. Najednou Keith přestává vidět a jedno oko, protože má sraženinu na sítnici. Chase navrhne, že oko by šlo zachránit tak, že z oka chirurgicky odeberou část sklivce, což by mělo uvolnit sraženinu. Díky němu Keith znovu vidí. Housovi se dostavily abstinenční příznaky a nezvládá bolest. Aby ji částečně utěšil, zlomí si ruku hmoždířem. Keith pozvrací přítelkyni, která jej přijde navštívit a následně mu zkolabují ledviny. Tým přišel na dvě nemoci, které by to mohli způsobovat a to buď lupus nebo hepatitida E. Dalším příznakem, který se u Keitha projevuje je rektální krvácení, posléze se přidají halucinace, v nichž volá July. Cameronová chce léčit lupus, ale House zajímá July z Keithových halucinací. Dozví se, že to je Keithova kočka, která před měsícem zemřela. Keitha mezitím připravují na transplantaci jater. House pošle Foremana a Chase, aby ji tělo kočky vykopali a přinesli. Kočku sám pitvá a zjistí, že zemřela na akutní otravu naftalínem. V kočce našel termita, který měl hnízdo ve stěnách Keithova pokoje. Musí rychle zastavit transplantaci, která by Keitha zabila. Naftalín se totiž uložil do tukových zásob a tím, že v nemocnici Keith špatně jí, se začaly tukové zásoby a v nich uložený naftalín uvolňovat. Vběhne na operační sál a poplivá a pokašle doktora i pacienta. Tím se poruší sterilita a operace nemůže pokračovat. Keithův rozzuřený otec dá Housovi pěstí, aby mu pak House vše vysvětlil. Ke konci epizody se House přiznává Wilsonovi, že je závislý, ale nijak ho to netrápí.

## Diagnózy
- špatné diagnózy: hemolytická anémie, lupus, hepatitida typu E
- správná diagnóza: otrava naftalínem z domova (termiti)